# Schizocythere gibbrosa
Schizocythere gibbrosa is een mosselkreeftjessoort uit de familie van de Cytheridae. De wetenschappelijke naam van de soort is voor het eerst geldig gepubliceerd in 1988 door Hao.